# Аполлінер Йоахім К'єлем де Тамбела
Аполлінер Йоахім К'єлем де Тамбела (11 червня 1958 ) - політичний і державний діяч Буркіна-Фасо, виконуючий обов'язки прем'єр-міністра Буркіна-Фасо з 21 жовтня 2022 року, юрист, адвокат, публіцист.
Навчався у Франції на юридичному факультеті Університету Ніцци. 
У студентські роки підтримував революційного лідера Тома Санкару. 
1983 року під час навчання в Ніцці з товаришами створив Комітет захисту революції.
Працював адвокатом, був юристом Апеляційного суду в Уагадугу. 
Член Колегії адвокатів Буркіна-Фасо та директор Центру міжнародних та стратегічних досліджень (CRIS). 
Викладав право у Буркіна-Фасо.
Вважається політиком, близьким до опозиції. 
Полеміст. 
Незадовго до свого призначення запропонував скасувати посаду прем'єр-міністра Буркіна-Фасо.
Був призначений тимчасовим президентом країни Ібрагімом Траоре на посаду виконувача обов'язків прем'єр-міністра Буркіна-Фасо з 21 жовтня 2022 року.
Автор кількох робіт про політиків Буркіна-Фасо, зокрема «Томас Санкара та революція у Буркіна-Фасо — досвід егоцентричного розвитку».